# Angunnguaq Larsen
Angunnguaq Larsen (født 17. januar 1976 i Nuuk, Grønland) er en grønlandsk musiker og skuespiller.

## Musikudgivelser
- Inuiaat 2000 (2000)
- Saamimmiit talerpianut (2001)
- Tribute (2003)
- M/S Kalaallit Nunaat (2005)
- Dida, Kunngi
- Kimia (2014)

## Film
- Eskimo weekend
- Nuummioq (2009)
- Eksperimentet (2010)
- Borgen (2011)
- Qaqqat alanngui(2012)